# Kasteel van Newcastle

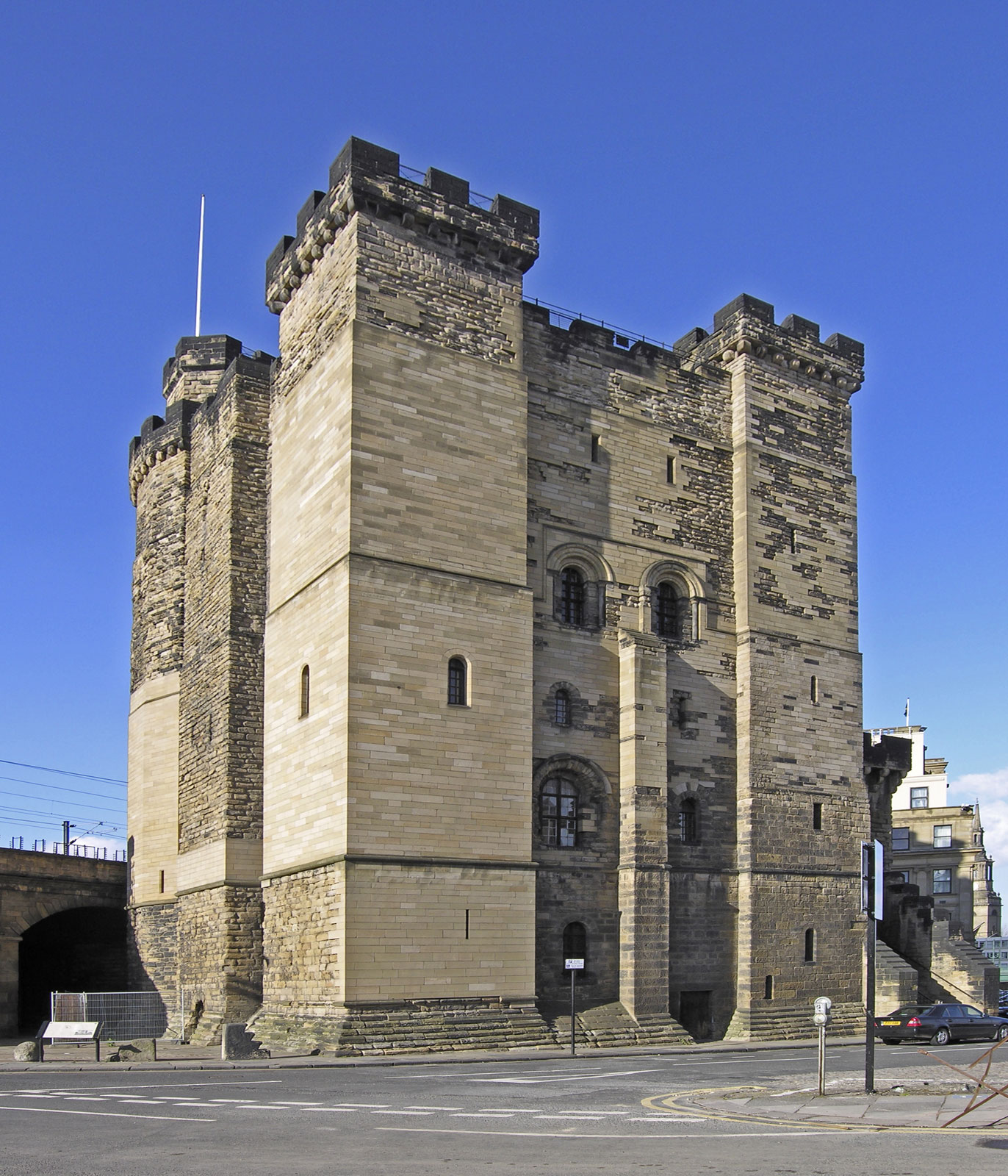

Het Kasteel van Newcastle (Engels Newcastle Castle) is een kasteel in het Engelse Newcastle upon Tyne. Het oorspronkelijke mottekasteel werd gebouwd door Robert Curthose, zoon van Willem de Veroveraar. In de 12de eeuw liet Hendrik II van Engeland het herbouwen in steen. Van het kasteel blijven de Castle Keep-donjontoren en de Black Gate-poort over (toegevoegd door Hendrik III van Engeland tussen 1247 and 1250).